# Godfrey Ho
Godfrey Ho, de son vrai nom Ho Chi Kueng (何志强 ou 何致强 en chinois), est un réalisateur hongkongais né le 1er janvier 1948. 
Réalisateur très prolifique, il a participé à de nombreux films à très bas budget (souvent qualifiés de nanars), principalement produits par Joseph Lai. Il a signé certains de ses films sous les noms de Benny Ho, Godfey Hall ou Ho Chi Keung. Il nie utiliser les très nombreux autres pseudonymes qu'on lui attribue.

## Biographie
Après avoir débuté au studio Shaw Brothers en tant qu'assistant de Chang Cheh, il s'est spécialisé dans les films d'arts martiaux. Il y a travaillé quelques années, aux côtés notamment de John Woo. 
Son premier film, sorti en 1974, était une production à petit budget intitulée Paris Killers. Peu de temps après, Ho rencontra son futur partenaire Joseph Lai ; lorsque le studio Shaw Brothers, entamant son déclin commercial, le renvoya à la fin des années 1970, c'est avec Lai qu'il créa la société ASSO Asia Film, ainsi que les marques commerciales IFD Films et Arts and ADDA Audio Video.
D'après son profil IMDB, il aurait réalisé ou contribué à la réalisation d'au moins 115 films, dont la moitié contiennent le mot "Ninja" dans leur titre original ou alternatif, Ho ayant fait reparaître plusieurs de ses films sous des noms alternatifs quelques années après leur première sortie, parfois avec le mot "Kickboxer" ou "Kickboxing" dans le titre. Le nombre exact de films qu'il a écrits ou réalisés est inconnu, lui-même n'en étant pas sûr et la majorité de ses films ayant été revendus sous un ou plusieurs noms alternatifs. Certains de ses films seront également réédités par Joseph Lai dans une collection intitulée NINJA MYTH, comprenant 32 films d'une heure chacun.
Durant les années 1980, Godfrey Ho s'est associé à la compagnie de production Filmark International, dirigée par Tomas Tang. Officiellement, IFD et Filmark étaient des compagnies concurrentes ; cependant, certains acteurs employés par Ho (comme Stuart Smith) sont apparus dans les films des deux compagnies. Dans l'une de ses dernières interviews, Smith a confirmé que Ho avait bien dirigé certains films produits par Filmark, tels que Ninja: American Warrior et Clash of the Ninjas. Par la suite, Ho, s'estimant floué par Lai (qui lui avait promis des parts dans sa société et n'a, selon Ho, jamais accompli sa promesse), a quitté IFD pour rejoindre My Way, avant de fonder sa propre compagnie, Filmwell. En 1996, le Garley Building (dans lequel se trouvaient les bureaux de Filmark) a brûlé, et Tomas Tang, ainsi que 40 autres personnes, sont morts dans l'incendie,.
Le dernier film de Godfrey Ho est Manhattan Chase, produit en 1999 et sorti en 2000). Ho s'est ensuite retiré du métier de réalisateur ; il est aujourd'hui professeur de cinéma à la Hong Kong Film Academy.

## Films
La quasi-totalité de ses films sont réalisés à partir de morceaux de vieux films asiatiques oubliés (achetés à bas prix ou simplement récupérés) qu'il a assemblés avec des scènes qu'il tourne lui-même (bien que Ho nie pratiquer cette méthode), en employant des acteurs occidentaux (tels Richard Harrison, Bruce Baron (en)...). Ceux-ci sont doublés par des artistes martiaux (la plupart du temps asiatiques) pendant les scènes d'action, associés à des personnages qui se trouvent originellement dans d'autres films (technique dite du « 2 en 1 »). Le résultat final est censé constituer un film cohérent, mais, d'après un grand nombre de spectateurs, ce but échoue pratiquement toujours.
Ho faisait tourner plusieurs scènes à la chaîne à un acteur blanc, en lui disant qu'il le faisait pour un seul film, mais répartissait ses scènes ensuite dans plusieurs films suivant la même technique. Les acteurs étrangers ne furent ainsi payés que pour un seul film, chose que Richard Harrison vivra particulièrement mal après avoir découvert la supercherie. C'est le principe du « 2 en 1 » : on peut ainsi réaliser plusieurs films pour le prix d'un.
Les amateurs de nanars apprécient en particulier les films de Godfrey Ho, œuvres hétérogènes où le réalisateur tente tant bien que mal de faire coïncider la partie asiatique avec la partie occidentale grâce à des astuces de montage et de post-synchronisation.
Ses films étant beaucoup vendus en exportation, Godfrey Ho a tourné un grand nombre de scènes avec des combattants ninja occidentaux, lesquels, aux yeux des amateurs du genre, s'y rendent souvent ridicules à cause de leur faible expérience des arts martiaux et d'un jeu d'acteur déficient. Durant ces scènes, les acteurs portent des costumes très colorés (rouge vif, jaune soleil, bleu roi, voire kaki militaire (!)) et des bandeaux sur lesquels est écrit le mot "ninja".
Certains considèrent Ho comme un réalisateur raté (à l'image d'Ed Wood) ou aujourd'hui dépassé ; cependant, certains de ses films sont devenus « culte » sur les sites de partage vidéo (Hitman le Cobra, Ninja Fury) et ont fait rire (certes malgré eux) des générations de fans de nanars à travers le monde.

## Filmographie sélective
- 1977 : La Secte infernale du kung-fu
- 1977 : Dynamite kung-fu
- 1978 : Le Dernier défi
- 1978 : Le Champion du kung-fu
- 1980 : Dragon d'or défie le serpent d'argent
- 1980 : La Terreur de Shaolin
- 1980 : Le trésor du dragon
- 1982 : Les 5 prises mortelles du dragon
- 1984 : L'Exécuteur défie l'Empire du kung-fu
- 1984 : L'Incroyable coup de tonnerre de Shaolin
- 1984 : La Terrible revanche du maître de Shaolin
- 1985 : Les 5 foudroyants de Shaolin
- 1985 : Le Tigre contre ninja[8]
- 1985 : Ninja Terminator
- 1985 : Ninja Fury
- 1985 : Diamond Ninja Force
- 1986 : Les Enragés du kung-fu
- 1986 : Challenge the ninja
- 1986 : Black Ninja
- 1986 : Flic ou ninja
- 1986 : Ninja Squad
- 1987 : Hitman le Cobra: Le Terroriste
- 1987 : Cobra Vs. Ninja
- 1988 : Robo Vampire
- 1990 : Catman in Lethal Track
- 1991 : Kickboxers King
- 1991 : Power Force
- 1993 : Honor and glory
- 1993 : Undefeatable
- 1994 : Men Behind the Sun 3
- 2000 : Manhattan Chase